# Suphanan Bureerat
Suphanan Bureerat (en tailandés: ศุภนันท์ บุรีรัตน์, Chanthaburi, Tailandia, 10 de diciembre de 1993) es un futbolista de Tailandia que juega en la posición de lateral derecho con el Port FC de la Liga de Tailandia desde el año 2022.

## Carrera

### Club
| Periodo   | Club                            |
| --------- | ------------------------------- |
| 2010-2017 | Muangthong United               |
| 2011      | → Air Force Central FC (cedido) |
| 2012      | → Nakhon Nayok FC (cedido)      |
| 2012      | → Chanthaburi FC (cedido)       |
| 2013      | → TTM Customs FC (cedido)       |
| 2015-2017 | → Pattaya United (cedido)       |
| 2018      | Pattaya United                  |
| 2019-2022 | Samut Prakan City FC            |
| 2019      | → Muangthong United (cedido)    |
| 2022-     | Port FC                         |

### Selección nacional
Debutó con Tailandia el 27 de mayo de 2022 en la victoria por 1-0 sobre Turkmenistán en un partido amistoso, y su primer gol internacional lo anotó el 26 de diciembre de 2022 en la victoria por 4-0 sobre Filipinas en Pathum Thani por el Campeonato de la AFF 2022.
Fue convocado para jugar en la Copa Asiática 2023 donde jugó en el empate 0-0 ante Omán.

## Logros

### Club
- Piala Presiden: 2025

### Selección nacional
- Campeonato de Fútbol de la Asociación de Naciones del Sudeste Asiático: 2022
- King's Cup: 2024